# Dom dr. Klementa Juga v Lepeni
Dom dr. Klementa Juga v Lepeni (700 m) je planinska postojanka, ki stoji na gozdni jasi v zatrepu doline Lepene. Nekdanja stavba italijanske vojske je bila preurejena v dom 19. julija 1953 in je imenovan  po slovenskemu alpinistu in piscu del s planinsko tematiko dr. Klementu Jugu (1898-1924). 
Dom so večkrat obnavljali in posodabljali. Leta 1967 so napeljali elektriko, zadnjo obsežnejšo obnovo so opravili leta 1985. Leta 1991 so napelali centralno ogrevanje. Pri depandansi so leta 1993 zgradili stavbo spodnje postaje tovorne žičnice v kateri so tudi skladišča. Tovorna žičnica je speljana na sedlo med Veliko Babo in Debeljakom in oskrbuje planinski dom pri Krnskih jezerih.
Dom je odprt od začetka junija do konca septembra. V dveh gostinskih prostorih je 40 sedežev in točilni pult, pri mizah pred domom je 50 sedežev. V 8 sobah je 38 postelj, dom ima WC, umivalnico s toplo in mrzlo vodo tako v domu kot depandansi. Gostinska prostora ogrevajo tudi s pečmi.  
Postojanka služi kot izhodišče poti na širšem območju Krnskega pogorja. Upravlja jo PD Nova Gorica. V bližini se nahaja izvir potoka Lepenjice.

## Razgled
Od doma je razgled omejen le na bližnje gore in vrhove. Na vzhodni strani se nad njim dvigajo strma pobočja grebena, ki se začne nad planino Duplje in na vzhodu in severu zapira dolino. Na južni strani doline so strme stene Lemeža, proti zahodu vidimo spodnji del doline po kateri teče Lepenjica, ki izvira v lepem slapu blizu doma. Na grebenu so na severni strani doline vrhovi Vovenk, Predel in Črni vrh. 

## Dostop
- Po lokalni asfaltni cesti iz Soče po dolini Lepenjice do doma 6 km ali peš po nemarkirani poti - 1 h 30 min.

## Prehod
- Planinski dom pri Krnskih jezerih (1385 m), 2.00 h (Lahka pot)
- Gomiščkovo zavetišče na Krnu (2182 m), 5.00 h (Lahka pot)
- Koča pod Bogatinom (1513 m), 4.30 h (Lahka pot)
- Dom na Komni (1520 m), 4.45 h (Lahka pot)

## Vzponi na vrhove
- Krn (2244 m), 5.30 h (Lahka pot)
- Velika Baba (2013 m), 4 h (Lahka pot)
- Veliki Šmohor (1939 m) 4.30 h  (Lahka pot)

## Naravne zanimivosti
- Krnsko jezero (1394 m) 2 h 15
- Velika korita Soče - 1 h 30
- Korita potoka Šumnik in Šumikov gaj - 1 h